# 塔馬盧斯
36°50′N 6°38′E / 36.833°N 6.633°E

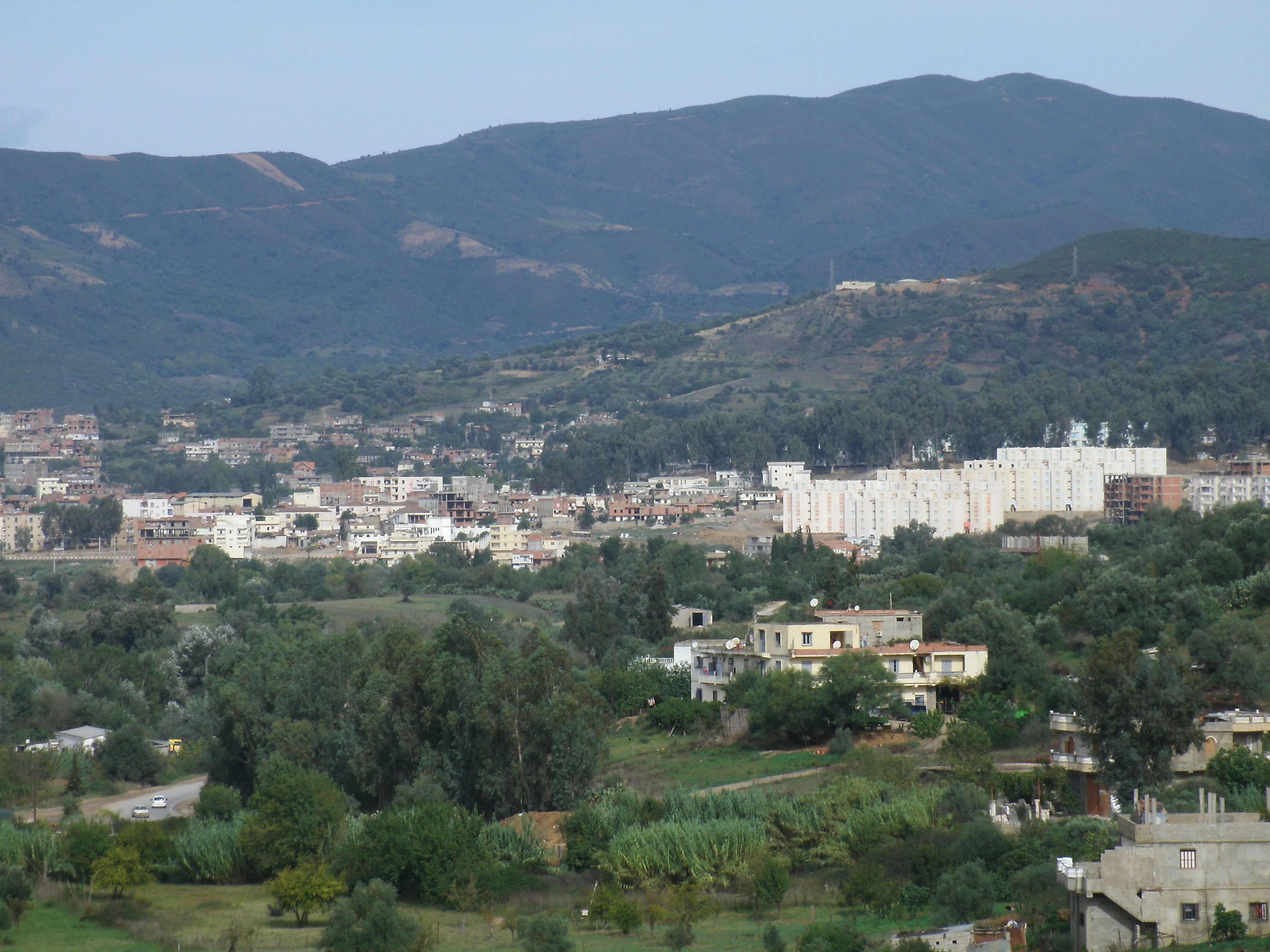

塔馬盧斯（阿拉伯语：‎），是阿爾及利亞的城鎮，位於該國東北部，由斯基克達省負責管轄，是塔馬盧斯區的首府，面積368平方公里，海拔高度65米，2008年人口51,262人，人口密度每平方公里139人。